# Солтан Несвіцький
Солтан Несвіцький (*д/н — 1472) — князь Несвицький-Збаразький та Вишневецький. Інколи в історичних джерелах іменується як Семен Другий.

## Життєпис
Походив з роду Несвицьких. Був сином князя Василя Збаразького. Про місце й дату народження Солтана немає відомостей. Після смерті батька у 1463 році розділив його володіння з братами Василем та Семеном. Договір укладено 4 липня того ж року в Луцьку. За ним Солтан отримав два Бутини, Городок, Манів, Олексинець, два Вишнівці, села Караєвичі, Обарів і Тинне в Луцькому повіті та інші села переважно на Шумщині та Лановеччині в Крем'янецькому повіті. Того ж року після смерті матері здобув село Решнівку. Зробив місцем свого розташування Вишневець на правому березі Горині, тому став першим іменуватися князем Вишневецьким або князем на Вишневці. З обох Вишневців брав мито у півгроша, зі Збаражу — 1 гріш.
Втім невдовзі після цього з невідомих причин перейшов на службу до великого князя Московського Івана III. Можливо, на це вплинув князь Данило Холмський. Ймовірно, брав участь у походах проти казанських татар і в боротьбі з Новгородською республіко. Втім, достеменно невідомо, чи був Солтан учасником битви при Шелоні проти новгородців у 1471 році та в боях з Ахматом, ханом Золотої Орди у 1472 році. За однією з версій, зазнав поранень під час оборони міста Олексин. Тому вирішив повернутися до родинних маєтностей, якими за його дорученням керували брати.
На батьківщині Солтан Несвицький прожив недовго. 3 жовтня 1472 року склав заповіт, за яким розділив володіння між братами Василем і Семеном. Невдовзі після цього Солтан помер, втім число й місяць невідомі. Напевне, похований у Києво-Печерській лаврі.

## Родина
Про дружину відсутні дані, є окремі знання про 2 доньок Солтана — Марію й Ганну. останні 1490 року відступили батьківські володіння стриєчному брату Михайлу Збаразькому-Вишневецькому.